# Luxemburg im Zweiten Weltkrieg
Der Zweite Weltkrieg war eine schwere Bedrohung für den luxemburgischen Staat (siehe Geschichte Luxemburgs). Die deutsche Besatzung dauerte vom Mai 1940 bis zum September 1944, als das Land durch westalliierte Truppen befreit wurde und die Exilregierung nach Luxemburg zurückkehren konnte.
Luxemburg wurde vom nationalsozialistischen Deutschland im Rahmen des Westfeldzuges überfallen und annektiert. Die Männer wurden zwangsrekrutiert und mussten in der Wehrmacht Dienst leisten; Juden und andere Verfolgte wurden deportiert und ermordet. Die luxemburgische Regierung befand sich in der Besatzungszeit im Londoner Exil. Die Erlebnisse im Krieg führten dazu, dass Nationalsymbole wie die luxemburgische Sprache und die Monarchie fest im luxemburgischen Nationalbewusstsein verankert wurden.

## Vorkriegszeit
Luxemburg hatte von 1815 bis 1866 zum nachnapoleonischen Deutschen Bund gehört, der in jenem Jahr aufgelöst wurde. Im Jahr 1867 erklärte sich Luxemburg für neutral, und die vier europäischen Großmächte Großbritannien, Frankreich, Preußen und Russland garantierten im Zweiten Londoner Vertrag die Einhaltung der Neutralität.
Im Ersten Weltkrieg wurde Luxemburgs Neutralität am 2. August 1914 vom Deutschen Reich gebrochen: Im Rahmen des Schlieffen-Planes besetzte Deutschland sowohl Luxemburg als auch Belgien, um rasch gegen die französischen Stellungen vorzustoßen. Luxemburg blieb während des gesamten Krieges besetzt.
In der Zwischenkriegszeit blieb Luxemburg unabhängig. Die Monarchie wurde durch das Referendum vom 28. September 1919 legitimiert (77,8 Prozent der Luxemburger stimmten für die Beibehaltung der Monarchie unter der Großherzogin Charlotte). Charlotte hatte den Thron seit dem 15. Januar 1919 als Nachfolgerin ihrer am 9. Januar 1919 abgedankten Schwester Maria-Adelheid inne.
Im Jahr 1929 trat Luxemburg dem Briand-Kellogg-Pakt bei und erklärte, auf Angriffskriege zu verzichten und Streitigkeiten friedlich beizulegen. Mit Reichskanzler Hermann Müller als Regierungsoberhaupt trat auch das Deutsche Reich dem Pakt als Erstunterzeichner bei. Eine Armee oder eine Luftwaffe besaß Luxemburg wegen der unbewaffneten Neutralität nicht, lediglich ein kleines Freiwilligenkorps.
Schon zur Zeit der Weimarer Republik wurde Luxemburg Gegenstand historisch begründeten Annexionbegehrens, befördert von der revisionistischen und expansionistischen, an Volkstum und Kulturboden orientierten Westforschung.
In diesen Jahren gab es in Luxemburg weit verbreiteten Antisemitismus, der sich in national-populistischen Bewegungen artikulierte, aber auch in katholisch-konservativen Kreisen um die Tageszeitung Luxemburger Wort. Aus diesem Grund und weil die Regierung den mächtigen Nachbarn im Osten nicht verärgern wollte, wurden vor allem ab 1936 die Einreisebestimmungen für jüdische Flüchtlinge aus dem Deutschen Reich immer weiter verschärft. Das rassistische „Blutschutzgesetz“ von 1935 wurde von Luxemburg wie von anderen Staaten dahingehend übernommen, dass in Luxemburg lebenden Deutschen die Eheschließung mit Juden verboten wurde. Nach Luxemburg geflüchtete Juden wurden separat registriert. Juden wurden als Menschen zweiter Klasse eingestuft und unter anderem bei der Arbeitssuche behindert.
Im Zuge der Judenverfolgungen in Deutschland und Österreich flüchteten ab 1938 viele deutsche und österreichische Juden nach Luxemburg. Die luxemburgischen Behörden begannen, aufgegriffene Flüchtlinge nach Deutschland zurückzusenden. Die rechte Presse sowie die verbotene Luxemburger NSDAP heizten die Ausländerfeindlichkeit und den Antisemitismus an.

## Vorabend der Besetzung
Nach dem deutschen Überfall auf Polen am 1. September und dem darauf erfolgenden Kriegseintritt Frankreichs am 3. September 1939 befand sich das neutrale Luxemburg ohne eigene Streitkräfte zwischen den Fronten. Während die Bevölkerung mit den Alliierten sympathisierte, sah sich die Regierung wegen der Neutralität Luxemburgs zu einer gewissenhaft neutralen Politik genötigt. Dadurch hoffte sie, einen Angriff der Wehrmacht abzuwenden. Ab dem 1. September 1939 stellte Radio Luxemburg seine Sendungen ein.
Im Frühjahr 1940 wurden entlang der deutsch-luxemburgischen und auch entlang der luxemburgisch-französischen Grenze Barrikaden errichtet, die so genannte Schusterlinie. Sie wurde nach dem Baukonduktor Schuster benannt und bestand im Wesentlichen aus Stahlpforten an schweren Betonblöcken, welche den Vormarsch über die Straße erschweren sollten. Angesichts der Übermacht des Gegners hatte die Schusterlinie eher einen symbolischen Charakter und diente hauptsächlich zur Beruhigung der Bevölkerung.
Nach mehreren Fehlalarmen im Frühjahr 1940 stieg die Gewissheit, dass es zu einem militärischen Konflikt zwischen Frankreich und Deutschland kommen würde. Um den Stahlexport der luxemburgischen Stahlwerke nach Belgien und Großbritannien zu behindern, stoppte Deutschland die Kokslieferungen an Luxemburg. Es versuchte damit, Luxemburg zu einer deutschlandfreundlichen Haltung zu zwingen, wodurch die luxemburgische Regierung in eine schwierige diplomatische Lage geriet. Zu dem Zeitpunkt war noch nicht abzusehen, ob Deutschland Luxemburg besetzen und anschließend annektieren würde.

## Invasion der Wehrmacht
Der deutsche Angriff hatte das Ziel, die französischen Verteidigungsanlagen der Maginot-Linie durch ein Vorrücken durch den luxemburgisch-belgischen Raum zu umgehen. Dabei war Luxemburg als Durchgangsland von Interesse. Der Befehl zur Vorbereitung der Operation wurde bereits am 9. Oktober 1939 erteilt; der Angriffsbefehl wurde 29 Mal verschoben. Am 10. Mai 1940 begann der Angriff deutscher Verbände (Fall Gelb) mit insgesamt sieben Armeen auf die neutralen Staaten Niederlande, Belgien und Luxemburg (unbewaffnete Neutralität). Entscheidende Schlachten fanden einige Tage nach Luxemburgs Besetzung in den französischen Ardennen und Belgien statt; als erste die Schlacht bei Sedan (13.–15. Mai 1940).

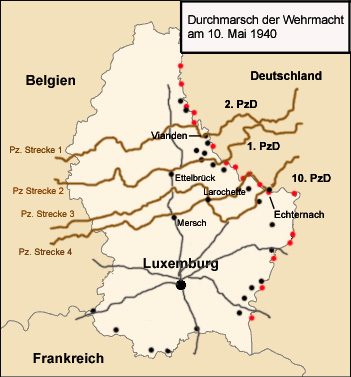
Durchmarsch der Wehrmacht durch Luxemburg am 10. Mai 1940

Am 10. Mai 1940 um 3.15 Uhr wurden die Stahltüren an der Grenze aufgrund der sich häufenden Ereignisse und Truppenbewegungen auf deutscher Seite von Mosel und Our geschlossen. In Zivil gekleidete Sonderkommandos aus Deutschland, unterstützt von der „Stoßtruppe Lützelburg“, einer Gruppierung aus in Luxemburg wohnhaften Reichsdeutschen, traten bereits vorher in Aktion. Sie hatten die Aufgabe, die Sprengungen der Brücken an der Grenze zu verhindern, die Stahltüren zu sprengen sowie die Funkverbindungen zu unterbrechen, was allerdings größtenteils misslang. Die großherzogliche Familie begab sich von ihrer Residenz auf Schloss Berg ins Großherzogliche Palais der Hauptstadt.
Deutsche Truppen fielen ab 4.35 Uhr in Luxemburg ein. Sie stießen auf keinen nennenswerten Widerstand, da die Freiwilligenkompanie in der Kaserne geblieben war. Aufgrund der enormen militärischen Unterlegenheit hätte sie ohnehin nichts ausrichten können. In den frühen Morgenstunden wurde die Hauptstadt besetzt.
Der Gegenschlag Frankreichs erfolgte gegen 8 Uhr. Teile der dritten französischen leichten Kavalleriedivision (3 DLC) des Generals Petiet, verstärkt durch die erste Spahis-Brigade des Obersten Jouffrault und die zweite Kompanie des fünften Kampfpanzerbataillons (5 BCC), überschritten im südlichen Minett die Grenze, zogen sich nach kurzen Scharmützeln aber wieder hinter die Maginot-Linie zurück. Bis auf den Süden des Landes war am Abend des 10. Mai ganz Luxemburg besetzt.
Der Vormarsch der deutschen Truppen veranlasste die Behörden, die Bevölkerung des Kantons Esch-Alzette (ca. 90.000) zu evakuieren.: 47.000 Menschen wurden nach Frankreich evakuiert, 45.000 ins Zentrum des Landes und in den Norden.
Die Großherzogin und die Regierung (mit Ausnahme von Nicolas Margue) flüchteten über Frankreich nach Portugal, später nach Großbritannien. Nur der Generalsekretär der Regierung Albert Wehrer, an der Spitze einer Regierungskommission, sowie die 41 Abgeordneten blieben zurück.

## Besatzungspolitik des Deutschen Reiches

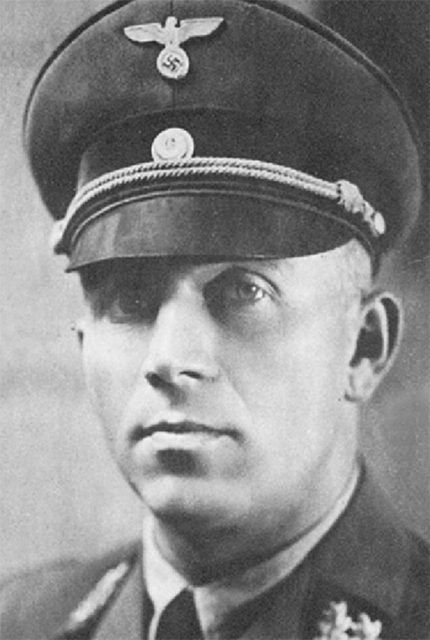
Gustav Simon

Der deutsche Außenminister Joachim von Ribbentrop versicherte den Luxemburgern noch am Tage des Einmarsches, dass die territoriale und politische Unabhängigkeit nicht angetastet werde. Vom 10. Mai bis zum 2. August stand Luxemburg unter deutscher Militärverwaltung. Am 17. Mai 1940 wurde in Luxemburg-Stadt die Volksdeutsche Bewegung gegründet. Ihr Vorsitzender war Damian Kratzenberg und ihre Hauptaufgabe war, durch Propaganda die Luxemburger zu einer deutschlandfreundlichen Haltung zu bringen, um sie „Heim ins Reich“ zu führen.
Ende Juli 1940 wurde das CdZ-Gebiet Luxemburg errichtet. Chef der Zivilverwaltung wurden Gustav Simon und sein Stellvertreter Heinrich Christian Siekmeier. Luxemburg sollte ins Deutsche Reich eingegliedert werden, da nach Ansicht des deutschen Reichsinnenministeriums die Luxemburger lediglich als ein weiterer Stamm des germanischen Volkes und das Großherzogtum Luxemburg somit als germanisches Stammesgebiet zu betrachten seien. Simon war Leiter des Gaues Trier-Koblenz (ab 1941 Gau Moselland) und unterstand als Gauleiter allein Adolf Hitler.
Die Politik des Deutschen Reiches hatte zwei deutliche Ziele:
- die Germanisierung Luxemburgs, d. h. die Tilgung alles Andersartigen bzw. „Nicht-Deutschen“ wie etwa Wörter und Namen französischen Ursprungs
- die Auflösung des luxemburgischen Staates.

Bereits die ersten Amtshandlungen Simons, eine Liste von Verordnungen, machten diese Ziele deutlich:
- 6. August 1940: Der Gebrauch der französischen Sprache wird verboten. Das Verbot beinhaltete nicht nur Straßen- und Ortsnamen, sondern auch Ausdrücke des täglichen Gebrauchs wie „Bonjour“, „Merci“, „Monsieur“, „Madame“ usw. sowie Namen von Geschäften. Französische Vor- und Familiennamen werden durch deutsche ersetzt. Beispielsweise aus Henri wird Heinrich, aus Dupont wird Brückner.
- Herbst 1940: Die politischen Parteien sowie die Abgeordnetenkammer und der Staatsrat werden aufgelöst.
- 4. Oktober 1940: Sämtliche Straßen der Stadt Luxemburg werden umbenannt, beispielsweise die Avenue de la Liberté in Adolf-Hitler-Straße.[6]
- Bis Ende 1940: Die deutsche Rechtsprechung inklusive der Sondergerichte und Nürnberger Gesetze werden eingeführt. Auch die deutsche Gerichtsorganisation wird eingeführt.

- Die luxemburgische Presse wird unter die totale Kontrolle des Gauleiters gestellt.

Diese Maßnahmen wurden von einer massiven Propaganda und Schikanierung bzw. Einschüchterung Andersdenkender oder Oppositioneller sowie insbesondere auch von Beamten und Funktionären begleitet. Personen mit verantwortungsvollen Posten im öffentlichen Leben sowie in der Wirtschaft wurden starkem Druck ausgesetzt, während die Personenstandsaufnahme vom 10. Oktober 1941 die persönliche Einstellung jedes Luxemburgers zum Naziregime dokumentierte. Wer Widerstand leistete, wurde seines Amtes enthoben oder nach Deutschland, vorwiegend nach Ostdeutschland, umgesiedelt. „Schwerwiegende“ Fälle wurden in Konzentrationslagern interniert, wo viele von ihnen umkamen.

### Judenverfolgung

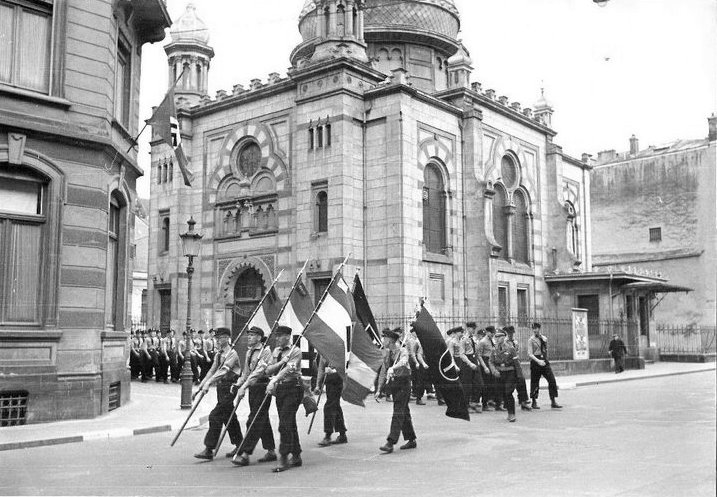
Naziaufmarsch vor der alten Synagoge (1943 von Nazis zerstört)

Zum Zeitpunkt des deutschen Überfalls am 10. Mai 1940 befanden sich in Luxemburg etwa 3700 Juden. Drei Jahre später, im Juni 1943, gab es nur noch 20 bis 30 (meist in „Mischehen“ lebende) Juden. Über die Hälfte der Juden in Luxemburg hatte das Land im Mai 1940 in Richtung Frankreich verlassen. In den ersten Monaten der Besatzung, als Luxemburg unter Militärverwaltung stand, wurde die jüdische Bevölkerung nicht gesondert behandelt. Dies änderte sich jedoch mit der Zivilverwaltung ab Ende Juli 1940. Eine der Prioritäten des Chefs der Zivilverwaltung, Gustav Simon, war es, die diskriminierende Gesetzgebung Deutschlands in Luxemburg einzuführen. So galten ab dem 5. September 1940 die Bestimmungen der Nürnberger Gesetze auch für die in Luxemburg ansässigen Juden. 350 jüdische Unternehmen wurden arisiert, das Vermögen der Juden eingezogen und die Zwangsarbeit für Juden eingeführt. 1941 wurden die Synagogen in Luxemburg-Stadt und in Esch zerstört.
Die „Verordnung betr. Ordnung des jüdischen Lebens in Luxemburg“ vom 29. Juli 1941 schloss die Juden nicht nur von jedem gesellschaftlichen Leben aus (z. B. durch das Verbot, an öffentlichen Veranstaltungen teilzunehmen), sondern führte auch früher als in Deutschland eine auf der Kleidung zu tragende gelbe Kennzeichnung (Armbinde) ein.
Nachdem im September 1940 eine angedrohte Massenausweisung verhindert werden konnte, gelang es ungefähr 1450 Juden in meist von der Gestapo begleiteten Sammeltransporten bis Ende 1941, zu emigrieren. Viele strandeten in den französischen Internierungslagern Gurs und Les Milles. Als im Oktober 1941 die deutschen Behörden einen Auswanderungsstopp verkündeten, lebten noch rund 700 Juden unterschiedlicher Nationalität in Luxemburg. Davon wurden die arbeitsunfähigen Menschen schrittweise im sogenannten Jüdischen Altersheim Fünfbrunnen – nahe einer Bahnlinie – konzentriert.
Die 331 am 16. Oktober 1941 nach Łódź deportierten Juden aus Luxemburg waren die ersten, die aus einem besetzten westeuropäischen Land nach Osteuropa verschleppt wurden. Nur 43 von den insgesamt 683 deportierten Juden (6,5 %) überlebten die deutschen Lager. Insgesamt geht man davon aus, dass mehr als ein Drittel der 1940 in Luxemburg ansässigen Juden ermordet wurden. Die Haltung der meisten Luxemburger, die sich gegenüber den Besatzern schnell in eine größtenteils offene Opposition wandelte, war passiv gegenüber dem Schicksal der Juden.
Eine Minorität luxemburgischer Nationalsozialisten beteiligte sich an Angriffen gegen die jüdische Bevölkerung, z. B. an der Verwüstung der Ettelbrücker Synagoge am 22. Oktober 1940.
Der Großrabbiner Robert Serebrenik verhalf vielen Juden zur Flucht und floh selbst im Jahr 1941.

### Terrorregime

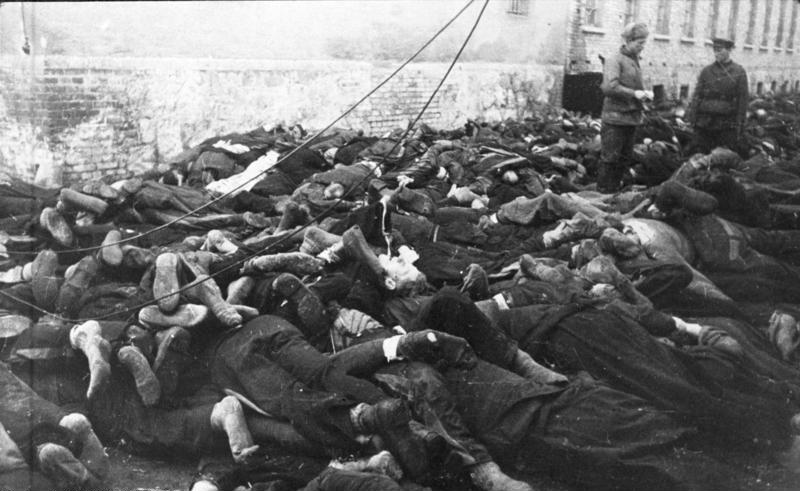
Sowjetische Soldaten zwischen ermordeten Häftlingen, Zuchthaus Sonnenburg, 1945

Angesichts der Reaktionen aus der Bevölkerung sah sich das Regime veranlasst, mit äußerster Brutalität gegen jede Form von Widerstand vorzugehen. Nach dem Nacht-und-Nebel-Erlass ließ man des Widerstands verdächtigte Personen zur Abschreckung spurlos nach Deutschland deportieren. Nach dem Generalstreik von 1942 verhängte Simon den Ausnahmezustand über ganz Luxemburg und ließ ein Standgericht einrichten. Tausende wurden verhaftet und gefoltert. Hunderte starben in den Konzentrationslagern. Ganze Familien wurden in der Umsiedlungsaktion für Luxemburg vorzugsweise nach Schlesien umgesiedelt. An ihre Stelle traten deutsche Familien aus Südtirol und aus dem Südosten Europas. Zum Symbol des Naziterrors wurde die Villa Pauly, welche als Hauptquartier der Gestapo in Luxemburg diente. Im Zuchthaus Sonnenburg wurden am 30. Januar 1945, kurz vor der Befreiung durch die Rote Armee, bei einem Endphaseverbrechen auch 91 Luxemburger (meist Zwangsrekrutierte) ermordet.

### Kollaboration
Luxemburg wurde von internationalen Historikern dafür kritisiert, dass bisher keine objektive Aufarbeitung seiner Geschichte während der Judenverfolgung erfolgt sei und sich Luxemburg bisher fälschlich lediglich als Opfer stilisiert habe.
Während die offizielle Regierung Luxemburgs ins Exil gegangen war, blieb in Luxemburg eine Verwaltungskommission zurück. Sie diente als eine Art Ersatzregierung unter deutscher Besatzung. Die Forschungsberichte der luxemburgischen Historiker Denis Scuto und Vincent Artuso ergaben, dass diese Verwaltungskommission aktiv an der Deportation der Juden beteiligt war. Sie kollaborierte nicht nur mit den Deutschen, sondern lieferte Juden, darunter auch viele jüdische Kinder, aus eigenem Antrieb an die Deutschen aus. Sie handelte dabei aktiv und nicht nur als Befehlsempfänger der deutschen Besatzer.
Andere Historiker um Charles Barthel kritisieren diese Ansicht scharf. Sie werfen dem Forschungsbericht „mangelhafte wissenschaftlich-methodologische Strenge“ und eine subjektive, politisch motivierte Urteilsbildung vor. Die Verwaltungskommission habe sich demnach weder aktiv an der Judenverfolgung noch sonstiger Kollaboration schuldig gemacht.
Bis heute hat Luxemburg sich weder für die Kollaboration noch für die aktive Verfolgung von Juden noch für die zugunsten von luxemburgischen Bürgern erfolgten Enteignungen von Juden entschuldigt. Luxemburg hat auch bis heute noch keine Rückgabe der enteigneten Vermögen, Immobilien und Firmen durchgeführt oder Entschädigung und finanzielle Wiedergutmachung geleistet. In Luxemburg gab es auch kaum eine Entnazifizierung.
Nach dem Krieg führten die luxemburgischen Gerichtsinstanzen insgesamt 9.546 strafrechtliche Untersuchungen gegen Kollaborateure durch. In 5.242 Fällen erging ein Urteil, wobei es zu 2.275 Verurteilungen kam. Die Gerichte fällten damals zwölf Todesurteile, von denen acht vollstreckt wurden.

## Exilregierung

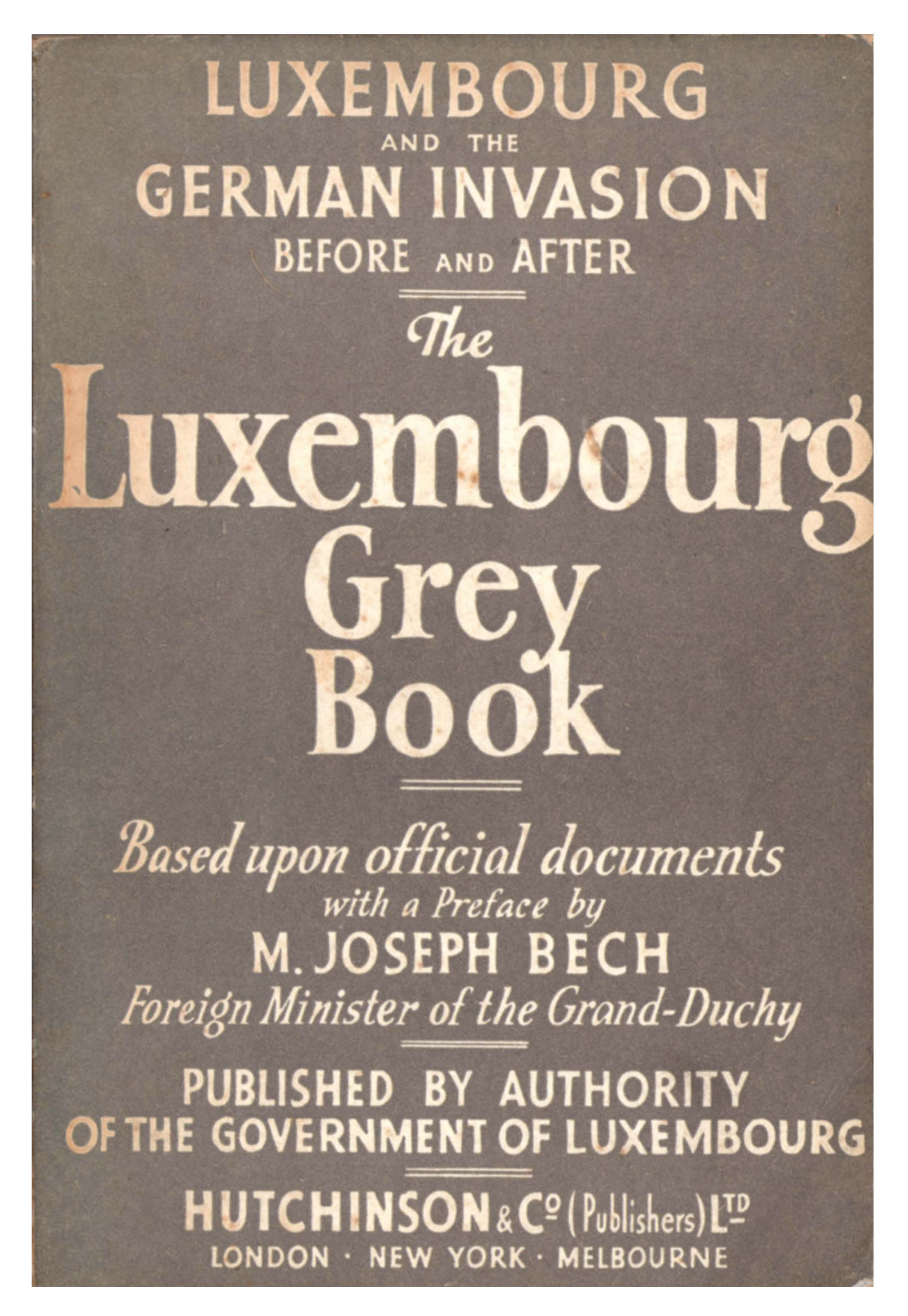
The Luxembourg Grey Book, erschienen 1942 in London

Die Großherzogin Charlotte und Mitglieder der konservativen Regierung, nämlich Regierungschef Pierre Dupong sowie der Verkehrs- und Justizminister Victor Bodson, flohen nach Montreal und die Minister Joseph Bech und Pierre Krier nach London. London wurde zum offiziellen Sitz der Exilregierung. Diese organisierte regelmäßige BBC-Sendungen für Luxemburg. Ein kleines Kontingent an Freiwilligen wurde als La Luxembourg battery (auch: Brigade Piron) aufgestellt und nahm bis zum Ende an alliierten Kriegseinsätzen teil.
Ein Zollvertrag mit Belgien und Niederlande wurde für die Zeit nach dem Krieg abgeschlossen (Benelux) und Verhandlungen mit den Alliierten zur Behandlung der Kriegsverbrechen und der Nachkriegsordnung in Luxemburg geführt. Luxemburg wurde Gründungsmitglied der United Nations War Crimes Commission, einer Kommission zur Beweismittelsicherung und Vorbereitung der strafrechtlichen Ahndung von Kriegsverbrechen der Achsenmächte.
Mit dem Luxembourg Grey Book wurde versucht, die Situation im besetzten Luxemburg den Alliierten näherzubringen.

## Die Reaktion der Bevölkerung
Die Reaktion der Bevölkerung war anfangs noch träge, da sie sich noch unter dem Schock der deutschen Invasion von 1914 bis 1918 befand und sich von der ins Exil geflüchteten Regierung und der großherzoglichen Familie im Stich gelassen fühlte. Die unterschiedlichen Reaktionen der damaligen Bevölkerung lassen sich wie folgt unterteilen:

### Kollaborateure
Ein Teil der Bevölkerung, vornehmlich aus dem Umfeld der Volksdeutschen Bewegung, begrüßte nicht nur die Invasion der Deutschen, sondern war auch aktiv an der Zerstörung des luxemburgischen Staates beteiligt. Sie waren Kollaborateure aus Überzeugung und wurden wegen ihrer khakifarbenen Uniform "Gielemännercher" (deutsch: Gelbmännchen) genannt. Ihr Verhalten wurde als Verrat angesehen. Zu ihnen gesellten sich noch jene, welche sich aus Opportunismus beteiligten oder äußerem Druck nachgaben.

### Aktive Widerständler
Der Luxemburger Widerstand stützte sich nur auf einen kleinen Teil der Bevölkerung. Er entstand zudem spontan und anfangs eher langsam. Die ersten Gruppierungen bildeten sich 1940/1941. Sie arbeiteten ohne Koordination und aus unterschiedlichen, mehrheitlich aus christlichen, freiheitlichen und patriotischen Beweggründen:
- L.P.L., Lëtzeburger Patriote Liga (dt.: Luxemburger Patriotenliga), gegründet 1940;
- LFB, Lëtzeburger Freihétsbewegong (dt.: Luxemburger Freiheitsbewegung), gegründet 1940;
- LFK, Lëtzeburger Freihétskämpfer (dt.: Luxemburger Freiheitskämpfer), gegründet Januar 1941;
- L.V.L., Lëtzeburger Volleks Legio’n (dt.: Luxemburger Volkslegion), gegründet Juni 1941;
- L.R.L., Lëtzeburger Ro'de Lé'w (dt.: Luxemburger Roter Löwe), gegründet Oktober 1941:
- PI-Men, Patriotes Indépendants (dt.: Unabhängige Patrioten), gegründet 1941:
- LFB, Lëtzeburger Freihétsbond (dt.: Luxemburger Freiheitsbund);
- Alweraje, gegründet 1941.

Auch die verbotene Kommunistische Partei Luxemburgs schloss sich dem Widerstand an. Erst im März 1944 schlossen sich die meisten der Widerstandsgruppen in einer Union der Widerstandsgruppen zusammen. Die Aktionen beschränkten sich hauptsächlich auf psychologische Kriegsführung und weniger auf bewaffneten Widerstand. Viele junge Luxemburger schlossen sich den französischen und belgischen Untergrundbewegungen an.
Fast 300 luxemburgische "Jongen" (Männer der Geburtsjahrgänge 1920-1927, welche in die Deutsche Wehrmacht zwangsrekrutiert wurden) tauchten während den Kriegsjahren in Belgien unter. 52 junge Luxemburger bezahlten diese Flucht mit ihrem Leben: sie wurden von deutschen Truppen getötet oder nach ihrer Verhaftung in Belgien, von den Nazis in Deutschland hingerichtet. Viele Luxemburger taten sich in geheimen Camps in den belgischen Wäldern zusammen und kämpften aktiv gegen die deutsche Besatzungsmacht.
Das Hauptverdienst der Bewegungen war die moralische Unterstützung der Bevölkerung, etwa durch Verteilen von Flugblättern oder durch Wandgraffiti, aber auch durch Verstecken von Wehrdienstverweigerern und anderen Verfolgten.

### Großteil der Bevölkerung
Der überwiegende Teil der Bevölkerung verzichtete angesichts der Brutalität des Regimes auf Widerstand, versteckte allerdings nicht völlig seine Missbilligung und Ablehnung gegenüber den Besatzern. Dies kam vor allem in kleineren, subtilen Sticheleien, aber auch in großen Aktionen zum Ausdruck:
- Beim imposant inszenierten Aufmarsch der deutschen Polizeikräfte in Luxemburg am 6. August 1940 trugen viele Luxemburger eine Spindel mit dem Roten Löwen am Kragen. Diese Spindel stammte von den Feierlichkeiten zur hundertjährigen Unabhängigkeit des Landes ein Jahr zuvor. Schlägertrupps verprügelten daraufhin die Träger.
- Am 21. Oktober 1940 wurde in der Hauptstadt das Kriegsmahnmal für die gefallenen luxemburgischen Soldaten im Ersten Weltkrieg auf Seiten der Franzosen, die „Gëlle Fra“, abgerissen. Dies geschah unter Protest von hunderten Menschen, welche von der Gestapo brutal auseinandergetrieben wurden. 13 Personen wurden verhaftet. Es war das erste Auftreten der Gestapo in Luxemburg.

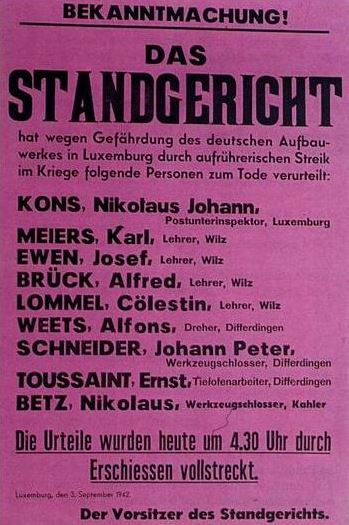
Bekanntmachung der Todesurteile für Streikende, 3. September 1942

- Am 10. Oktober 1941 wollte der Chef der Zivilverwaltung Simon eine Personenstandsaufnahme durchführen lassen. Bei drei Fragen zur Staatsangehörigkeit, Muttersprache und Volkszugehörigkeit sollten die Luxemburger deutsch und nicht luxemburgisch angeben. Bei Stichproben, die einige Tage vorher durchgeführt wurden, stellte sich heraus, dass über 95 % der Befragten diese Anweisung nicht respektiert hatten und mit „dräimol Lëtzebuergesch“ für ihre „Heemecht“ stimmten.[31] Sehr schnell wurde dieses Ereignis zu einem Referendum hochstilisiert, „wo’ d’Letzebuerger vollek (…) dem Preiss en énegt Nen gesôt huet“. Paul Dostert hat überzeugend nachgewiesen, warum das Wort ‚Referendum’ propagandistisch sinnvoll, jedoch analytisch falsch ist.[32]
- Nach der Einführung des Reichsarbeitsdienstes und der völkerrechtswidrigen Wehrpflicht für die Zwangsrekrutéierten für die Jahrgänge 1920 bis 1927 kam es ab dem 31. August 1942 zu Streiks. Ausgangspunkt waren Arbeitsniederlegungen im Betrieb der IDEAL Lederwerke AG, Wilz,[33] die sich auf das übrige Land ausbreiteten. Das Naziregime reagierte mit äußerster Brutalität. 20 Streikende wurden im Wald beim KZ Hinzert erschossen, der deutschstämmige Hans Adam am 11. September 1942 in Köln durch das Fallbeil enthauptet. 125 Verhaftete wurden der Gestapo überstellt und in Konzentrationslager gebracht. Viele weitere Zivilisten wurden verhaftet und von der Gestapo verhört. In Echternach und Esch-sur-Alzette wurden Lehrer verhaftet. Ein Lehrer befand sich unter den zum Tod verurteilten, sieben weitere wurden in Konzentrationslager deportiert. Insgesamt 290 Schülerinnen und Schüler, 40 Lehrlinge der Hüttenwerke und sieben junge Postangestellte wurden in Umerziehungslager der Hitlerjugend verschleppt, so auf die Burg Stahleck. Der Streik erlangte auch im Ausland große Beachtung.
- Etwa 40 % der Zwangsrekrutéierten tauchten unter. Etwa die Hälfte im Lande selbst, der Rest flüchtete ins Ausland. Jene, die es nach England schafften, schlossen sich den Alliierten an. Sie nahmen zum Beispiel später als Bataillon innerhalb der belgischen Brigade Piron (anderer Name: La Luxembourg battery) an der Landung in der Normandie und der Befreiung Brüssels sowie an weiteren Kämpfen teil.

## Die Befreiung
Im September 1944 wurde Luxemburg durch die US-Armee befreit. Am 10. September besetzten US-Soldaten die Hauptstadt. Die deutschen Soldaten zogen sich ohne Kämpfe aus dem Land zurück.
Nach der westalliierten Landung in der Normandie am 6. Juni 1944 und der fast kampflosen Befreiung von Paris am 25. August 1944 kamen die Alliierten sehr schnell nordostwärts voran; ein Meilenstein war der Kessel von Mons (2. September 1944). Ab dem 3. September schwenkte die 1. US-Armee nach Osten mit dem Ziel, Übergänge über die Mosel zu erobern und die Lücke zwischen ihr und der 3. US-Armee zu schließen. Sie kamen fast kampflos voran. Ein Problem in diesen Tagen war Treibstoffmangel (siehe auch Red Ball Express).
Während der Ardennenoffensive im Dezember 1944 wurde der Norden Luxemburgs (Ösling und Region um Echternach) nochmals von den Deutschen besetzt. Im Januar 1945 erfolgte die zweite Befreiung des Landes durch US-Truppen. Die Zerstörungen infolge der Kämpfe waren enorm.
Großherzogin Charlotte und Prinz Félix demobilisierten die Brigade Piron (La Luxembourg battery) am 29. Juni 1945 offiziell in den Straßen der Hauptstadt und anerkannten damit ihren wichtigen Beitrag zur Befreiung vom Nationalsozialismus.

## Kriegsbilanz
Insgesamt starben 5.703 Einwohner Luxemburgs während des Zweiten Weltkrieges. Das entspricht 1,9 % der damaligen Bevölkerung (290.000). Damit erlitt Luxemburg im Verhältnis zur Einwohnerzahl die zweithöchste Opferzahl in Westeuropa. Nach Gruppen ergeben sich:
- Von den 10.211 zwangsrekrutierten Luxemburgern der Jahrgänge 1920 bis 1927 kamen 2.848 (28 %) ums Leben, 96 davon werden immer noch vermisst. Dies ist auch aus demografischer Sicht relevant, da es sich um junge Männer handelte, die somit zum Bevölkerungswachstum nichts mehr beitragen konnten.
- Rund 600 Personen starben infolge von Kriegshandlungen, vor allem während der Ardennenoffensive.
- 3.963 Personen wurden in Konzentrationslagern oder in Gefängnissen inhaftiert. 791 von ihnen starben.
- 3.614 junge Mädchen wurden zum Reichsarbeitsdienst eingezogen. 56 von ihnen starben, 2 werden immer noch vermisst.
- 4.186 Personen wurden bei der Umsiedlungsaktion für Luxemburg deportiert. 154 von ihnen starben.
- 584 Freiwillige, von denen 57 starben, dienten in alliierten Armeen.
- Rund 2.500 der 3.500 in Luxemburg lebenden Juden (hiervon eine Mehrzahl jüdische Flüchtlinge aus dem Deutschen Reich) konnten fliehen. 1941 lebten noch rund 800 Juden in Luxemburg, die fast alle ermordet wurden.[37]
- 640 Personen verloren aus politischen Gründen ihre Arbeit.
- Etwa ein Drittel der Häuser wurde durch Kriegshandlungen beschädigt.

4.400 Luxemburger wurden mit dem Titel "mort pour la patrie" (dt.: gestorben für die Heimat) gewürdigt. Unter ihnen 2.848 verstorbene Zwangsrekrutierte, rund 600 Personen die infolge von Kriegshandlungen verstorben sind und rund 800 die in Lagern oder Gefängnissen verstorben sind. 324 Personen wurde der Titel "mort pour la patrie" nicht anerkannt, weil ihnen antipatriotisches Verhalten nachgewiesen werden konnte.

## Aufarbeitung

### Juristische Aufarbeitung

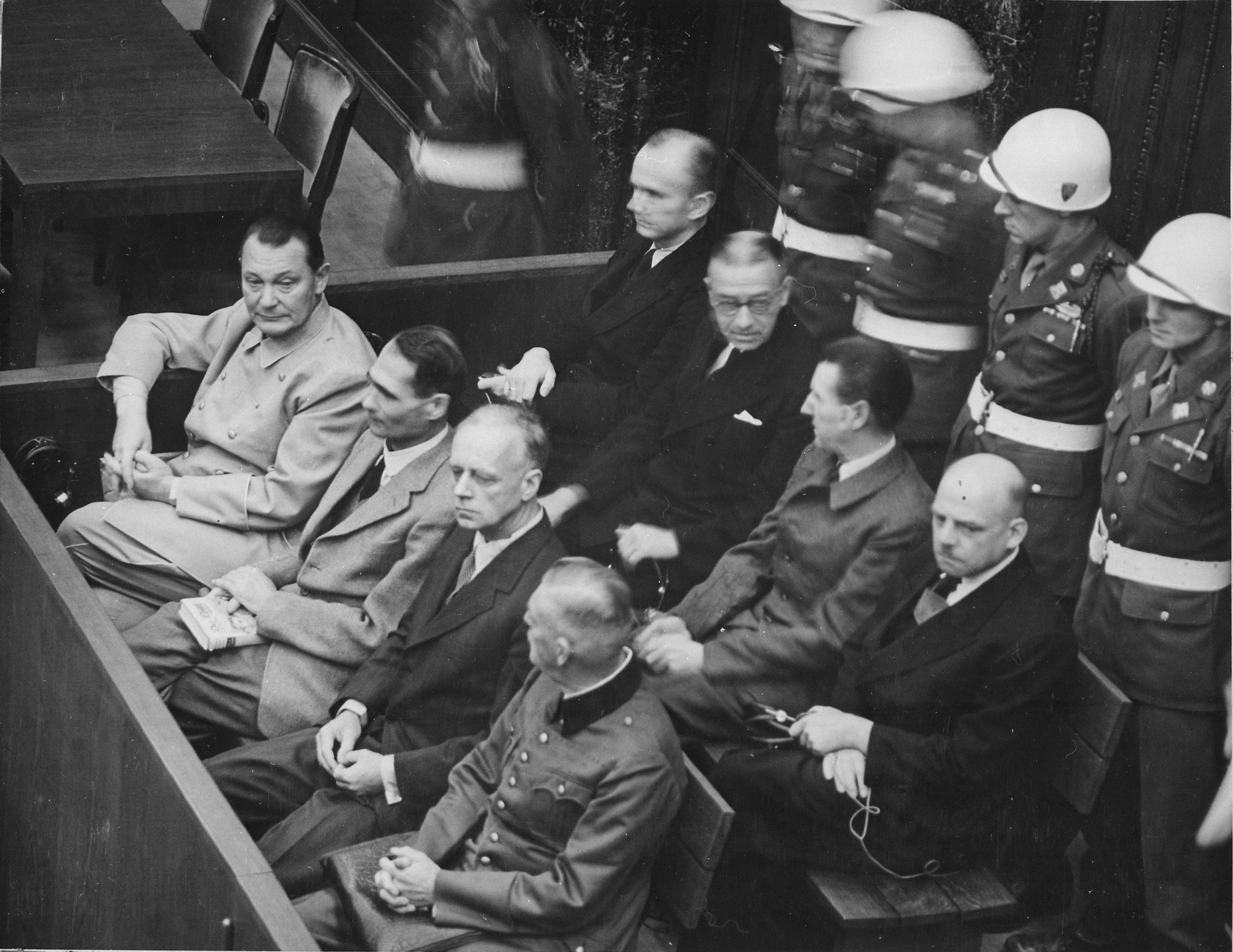
Auf der Anklagebank: Göring, Heß, von Ribbentrop, Keitel (vorne), Dönitz, Raeder, von Schirach und Sauckel (dahinter), Nürnberg

Angesichts der Gräueltaten in den von den Achsenmächten Deutschland, Japan und Italien besetzten Ländern wurde auf Initiative von neun Londoner Exilregierungen im Jahr 1943 die United Nations War Crimes Commission (UNWCC) ins Leben gerufen. Der Auftrag bestand in der Beweissicherung, Zusammenstellung von Täterlisten, Berichten an die Regierungen und Strafprozessvorbereitungen zu Kriegsverbrechen. Durch die Strafandrohung sollten potentielle Täter vor weiteren Taten abgeschreckt werden. Im Londoner Statut vom 8. August 1945 wurden die Straftaten für den Nürnberger Prozess gegen die Hauptkriegsverbrecher in Hauptkategorien zusammengefasst:
- Verbrechen gegen den Frieden (Art. 6a) durch Planung und Führung eines Angriffskrieges (entgegen Kellogg-Briand-Pakt von 1929)
- Kriegsverbrechen (Art. 6b): Mord, Misshandlungen, Deportationen zur Sklavenarbeit von Zivilpersonen und Kriegsgefangenen sowie die Plünderung und Zerstörung ohne militärische Notwendigkeit
- Verbrechen gegen die Menschlichkeit Art. 6c: Mord, Ausrottung, Versklavung, Deportation oder andere unmenschliche Handlungen aus politischen, rassischen oder religiösen Gründen

Beim Nürnberger Prozess wurden die Besetzung Luxemburgs als verbrecherischer Angriffskrieg gewertet und die Hauptschuldigen an den daraus resultierenden Gräueltaten verurteilt. Die luxemburgische Justiz eröffnete gegen 162 Reichsdeutsche Gerichtsverfahren und es kam zu 44 Todesurteilen, 15 Freisprüchen und 103 Verfahrenseinstellungen. Simon entzog sich 1945 durch Selbstmord einer Anklage in Luxemburg und Siekmeier wurde zu sieben Jahren Haft verurteilt. In 5.242 Fällen sprachen Luxemburger Gerichte Urteile zu Kollaborationsfällen, darunter 12 Todesurteile.

### Gedenken

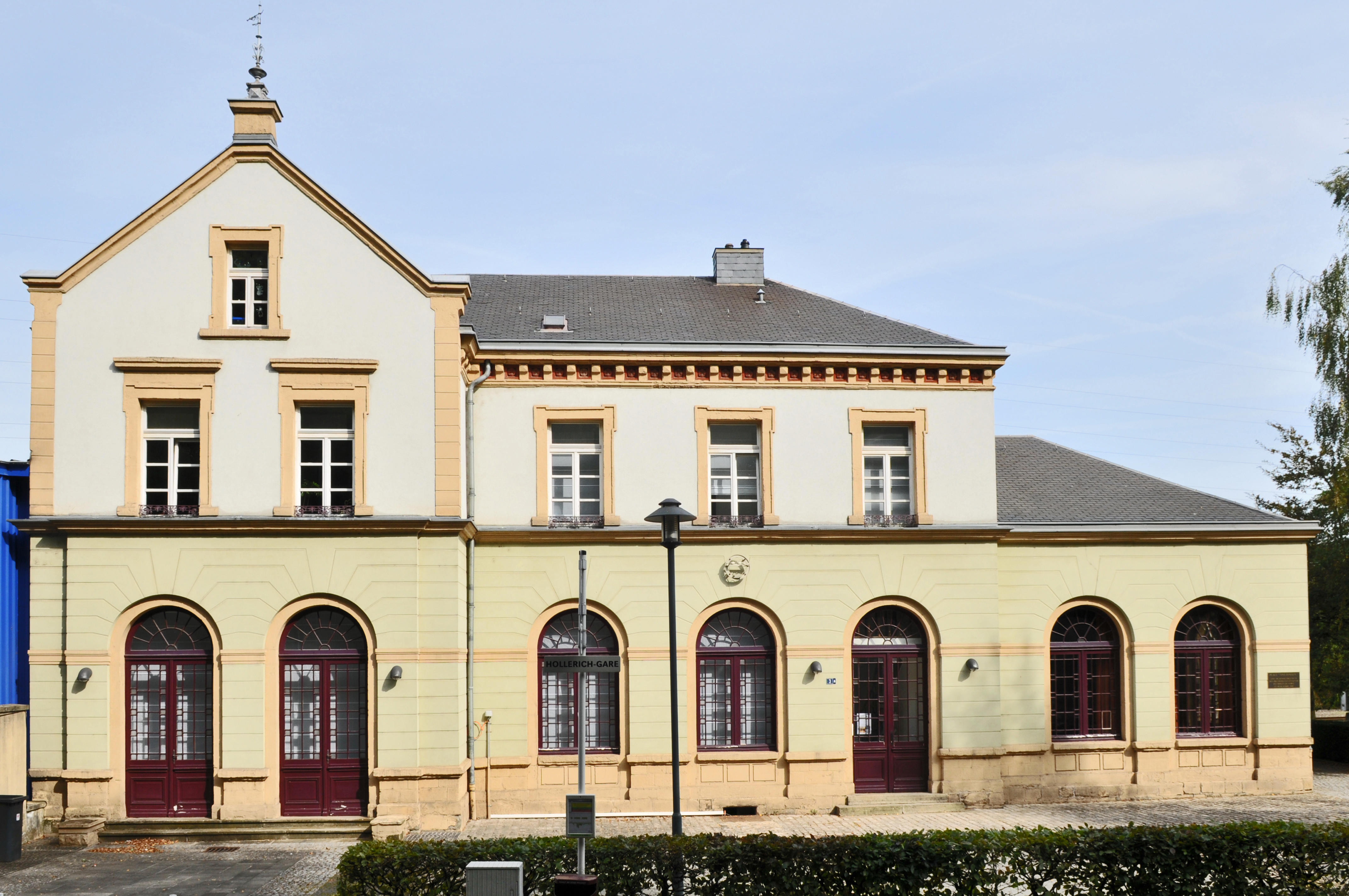
Gedenkstätte ehemaliger Bahnhof Hollerich

Im ehemaligen Bahnhof Hollerich ist seit 1996 das Mémorial de la Déportation eingerichtet. Dort wird an die Deportation von Juden, Zwangsrekrutierten, Zwangsumsiedlern und Widerständlern erinnert.
Als Nationalmonument für den luxemburgischen Widerstand und für die Deportierten wurde durch die luxemburgische Regierung 1974 das Hinzerter Kreuz (Luxemburgisch: Hinzerter Kräiz) am SS-Sonderlager Hinzert im Hunsrück als „Nationaldenkmal“ eingestuft. Auf Wunsch des luxemburgischen Conseil national de la Résistance erhielt das in seinen Ursprüngen bereits unmittelbar nach Ende des Zweiten Weltkrieges errichtete Denkmal den Namen „Monument national de la Résistance et de la Déportation“.